# Niki Waltl

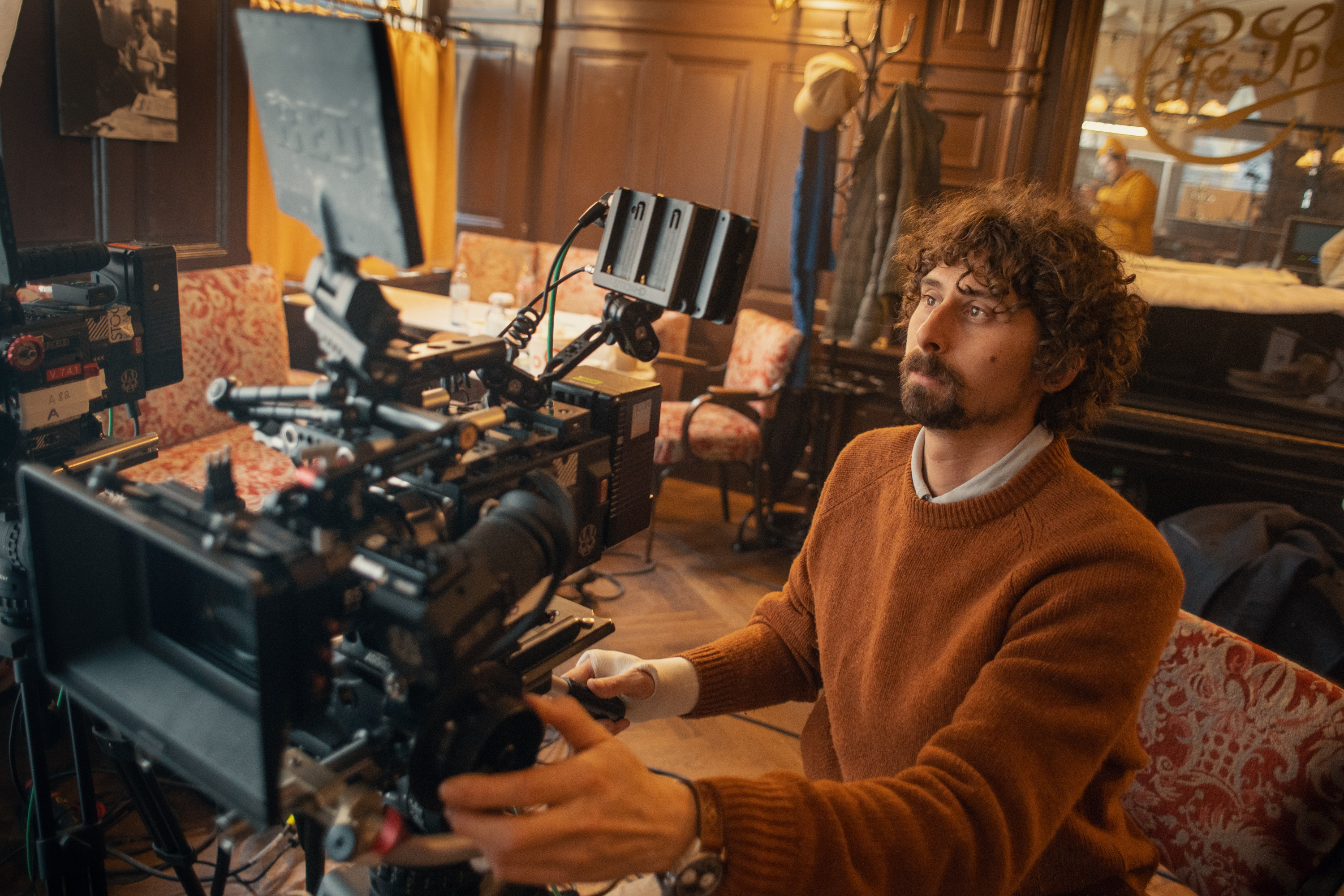

Niki Waltl (* 1983 in Kitzbühel) ist ein österreichischer Kameramann. 

## Leben
Niki Waltl studierte am Centre d'estudis cinematogràfics de Catalunya (CECC) in Barcelona. Waltl arbeitet meist an dokumentarischen und narrativen Spielfilmen und ist unter anderem für seine Arbeit an „Nawalny“ bekannt, dem Film von 2022, der beim Sundance Film Festival zwei Preise gewann und bei den Academy Awards 2023 mit dem Oscar für 'Best Documentary Feature' ausgezeichnet wurde.
Niki Waltl ist Mitglied des AAC (Verband Österreichischer Kameraleute).

## Filmografie (Auswahl)
- 2016: Exploring Kyrgyzstan,  Dokumentarfilm in Farbe, 87 Minuten
- 2020: Geschichten eines Jungen, einer Frau und eines deutschen Soldaten, Farbfilm von Regisseurin Franziska Pflaum
- 2022: Navalny, Farbfilm, 98 Minuten, von Regisseur Daniel Roher
- 2022: Game Hawker, Dokumentarfilm in Farbe, von Regisseuren Joshua Izenberg und Brett Marty
- 2022: In the Bunker, Dokumentarfilm in Farbe, 77 Minuten, von Regisseurin Lou Andrea Savoir
- 2023: Kurz – Der Film, Dokumentarfilm, von Regisseur Sascha Köllnreitner
- 2023: Defiant, von Regisseur Karim Amer